# Claycomo
Claycomo é uma vila localizada no estado americano de Missouri, no Condado de Clay.

## Demografia
Segundo o censo americano de 2000, a sua população era de 1267 habitantes.
Em 2006, foi estimada uma população de 1287, um aumento de 20 (1.6%).

## Geografia
De acordo com o United States Census Bureau tem uma área de
6,5 km², dos quais 6,5 km² cobertos por terra e 0,0 km² cobertos por água.

## Localidades na vizinhança
O diagrama seguinte representa as localidades num raio de 8 km ao redor de Claycomo.